# Kohei Kitamura
Kohei Kitamura – japoński zapaśnik w stylu wolnym. Brązowy medalista mistrzostw Azji w 2013. Srebrny medal na akademickich MŚ w 2012 roku. 